# This Is England
This Is England is een in 2007 uitgebrachte Britse speelfilm over de Skinhead-subcultuur. De film is geschreven en geregisseerd door Shane Meadows en duurt in totaal 101 minuten. Hoofdrollen worden vertolkt door Thomas Turgoose, Joe Gilgun, Andrew Shim en Vicky McClure.
De film is opgedragen aan Sharon Turgoose, de moeder van de hoofdacteur, die stierf aan kanker op 29 december 2005 en de film dus nooit zag, maar slechts een korte preview.

## Verhaal
De film speelt in 1983 in een niet nader gespecificeerd kustplaatsje. Het verhaal gaat over Shaun, een 12-jarige Britse jongen (gespeeld Thomas Turgoose) die na een ruzie op school een groep skinheads tegenkomt waarvan er enkele etnisch nationalisme aanhangen. Bij deze laatste groep die wordt aangevoerd door de racist Combo (Stephen Graham) sluit Shaun zich aan. Aan het einde van de film krijgen beide berouw, nadat Combo eerst het enige zwarte mede-bendelid, Milky (Andrew Shim), bijna heeft vermoord als gevolg van een racistische opwelling.
Bezetting
- Thomas Turgoose: Shaun
- Stephen Graham: Combo
- Jo Hartley: Absynth
- Andrew Shim: Milky
- Vicky McClure: Lol
- Joseph Gilgun: Woody
- Rosamund Hanson: Smell
- Chanel Cresswell: Kelly

## Achtergrond

### Soundtrack
De soundtrack van de film is opgenomen door verschillende artiesten, en bestaat vooral uit rock en popmuziek. De nummers op de soundtrack zijn:
1. "54-46 Was My Number" - Toots & The Maytals
2. "Come On Eileen" - Dexys Midnight Runners
3. "Tainted Love" - Soft Cell
4. "Underpass/Flares" - filmdialoog van This Is England
5. "Nicole (Instrumental)" - Gravenhurst
6. "Cynth / Dad" - filmdialoog vanThis Is England
7. "Morning Sun" - Al Barry & The Cimarons
8. "Shoe Shop" - filmdialoog van This Is England
9. "Louie Louie" - Toots & The Maytals
10. "Pressure Drop" - Toots & The Maytals
11. "Hair In Cafe" - filmdialoog van From This Is England
12. "Do The Dog" - The Specials
13. "Ritornare" - Ludovico Einaudi
14. "This Is England" - filmdialoog van This Is England
15. "Return Of DJango" - Lee "Scratch" Perry, The Upsetters
16. "Warhead" - UK Subs
17. "Fuori Dal Mondo" - Ludovico Einaudi
18. "Since Yesterday" - Strawberry Switchblade
19. "Tits" - filmdialoog van This Is England
20. "The Dark End Of The Street" - Percy Sledge
21. "Oltremare" - Ludovico Einaudi
22. "Please Please Please Let Me Get What I Want" (The Smiths cover) - Clayhill
23. "Dietro Casa" - Ludovico Einaudi
24. "Never Seen The Sea" - Gavin Clark (of Clayhill)

### Productie
Een groot deel van de film is opgenomen in en rond Nottingham, waaronder op het voormalige vliegveld RAF Newton. De scènes aan zee zijn opgenomen in Grimsby.
Turgoose was 13 jaar oud ten tijde van de opnames, en had nog nooit geacteerd.

### Uitgave en ontvangst
De recensies waren opvallend positief. Op Rotten Tomatoes scoort de film 93% aan goede beoordelingen. Ook op Metacritic kreeg de film een goede beoordeling.

## Prijzen en nominaties
In 2007 kreeg de film bij de 63e editie van de British Academy Film Awards de Alexander Korda-prijs voor beste Britse film toegekend. Een jaar eerder had de film al de British Independent Film Award gewonnen.